# Ie (vestimentație)

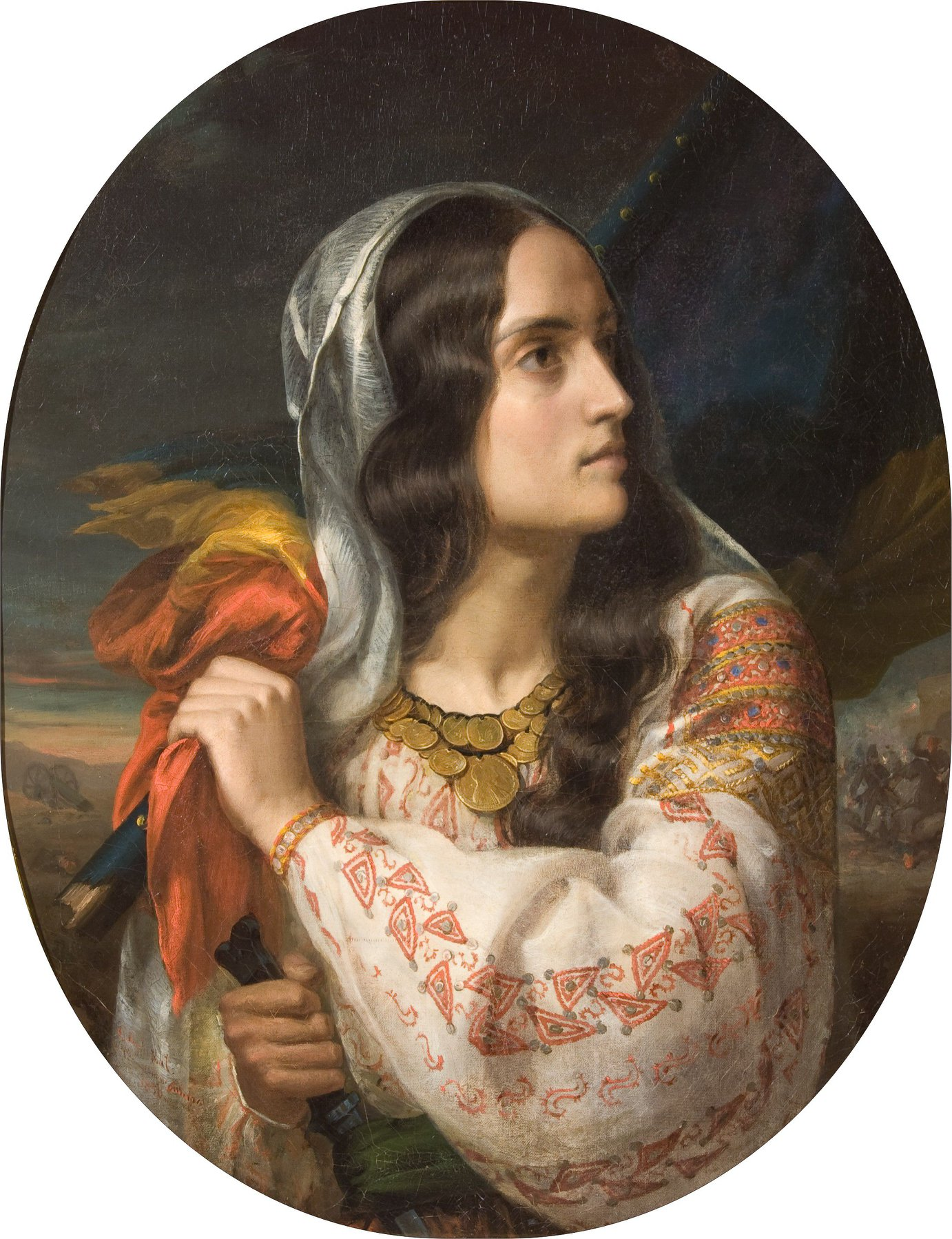
România revoluționară, pictură de Constantin Daniel Rosenthal (modelul este Maria Rosetti)

Ia este o bluză, componentă a costumului tradițional românesc. Este confecționată din pânză albă de bumbac, in sau borangic. Este împodobită cu broderii în motive populare românești mai ales la mâneci, pe piept și la gât. Unele ii sunt împodobite și cu mărgele sau paiete.
În comunitățile românești din întreaga lume, ziua universală a 
iei este sărbătorită la data de 24 iunie (la Sânziene sau Drăgaica).

## Caracteristici
Elementele de bază în compoziția iei sunt umărul (cusătura ce unește mâneca de părțile din față și spate ale iei), încrețul, altița (bandă lată, bogat decorată pe mânecă care este elementul definitoriu al modelului și care nu se repetă în nici o altă parte a iei), râurile (benzi drepte sau oblice pe piept și mâneci) și bibilurile sau cheițele (cusături de îmbinare a bucăților de material). 
Modelele broderiilor și podoabelor diferă de la o zonă la alta de la Nistru până în zonele vestice ale arealului de răspândire a etniei românești. În Moldova s-au purtat în special râurii costișați / chezuri / piezuri – adică oblici. În sud, s-au purtat râurii în șiruri verticale; fie multe și fine, ca în Râmnic sau Ilfov, fie râuri copleșitori, compuși din motive mari și late, cu nume specifice, pentru Muscel "codri", "șerpeasca", etc. Pe ambele maluri ale Oltului și în Oltenia, s-au purtat mai mult râurii "înfurcați" ca niște ramuri (furci) care pleacă dintr-un ax de simetrie numit "cosoi". In Gorj apare tipul de râuri numiți "săbiate"; cosoiul dispare și fostele ramuri sunt acum benzi evidente, care se întâlnesc pe centrul mânecii, în unghi.
După ce încrețul și-a pierdut rolul funcțional, a fost păstrat totuși ca bandă decorativă, aproape nelipsit în compoziția mânecii. Sunt excepții iile mai noi din Muscel și Prahova, unde râurii pleacă direct din altiță, repetând aceleași modele. Altă excepție sunt iile mai noi (1900) de pe Valea Oltului, unde toată mâneca este acoperită de broderie fină, numita "tablă". Tot atunci iile din sud s-au îmbogățit cu fluturi (paiete) și fir (metalic). În Bucovina s-au folosit mărgele – în special pentru a îmbogăți încrețul; dar apar și pe altițe câteodată.

## Cromatica
Ia de Suceava are culori sobre, dar plăcute, naturale: brun, cafeniu, negru, verde închis.
Cea de Câmpulung e plină de roșu și negru și se lucrează cu fir gros, buclat, care dă volum.
În Vrancea, apare o geometrie puternică și culori tari: roșu, negru, albastru, verde, ocru – contraste; dar și o croială specială a mânecii: efectul de spirală nu e dat de râuri costișați ci de croiala mânecii, care este răsucită.
În Vlașca și Ilfov se folosesc culori calde, mai multe nuanțe de roșu, auriu, ocru.
În Romanați se folosește o combinație de albastru tare cu roșu și vișiniu, pentru modele delicate, mici, dar de mare rafinament. În Gorj, mai ales în nord, se folosește doar negru (și ocru pentru încreț) – influență clară dinspre zona "Săliște". În schimb compoziția, motivele, sunt foarte dinamice: colul morii, stele, spirale, coarnele berbecului, cârlige, etc. În Argeș și Vâlcea, de asemenea apar compoziții monocrome, dar e vorba de roșu închis și vișiniu, mai rar doar negru.
Cămășile specifice din Dobrogea, din Banat, Oaș, Maramureș, Transilvania: Hunedoara, Săliște, Apuseni, Bihor, Năsăud, Târnave, fiecare are o personalitate aparte deși unele sunt și ele compuse tot din 4 foi și încrețite la gât, au și elemente aparte în croială: ciupag, fodor, platcă. Ornamentele sunt specifice: în tablă, ciocănele, picături, umeraș, 'peste cot' etc.
„Costumul românesc este un monument în sensul propriu al cuvântului. El nu stă în căsuța sociologică sau etnografică a îmbrăcămintei, ci în linie cu piramidele egiptene, cu catedralele franceze și cu digurile Olandei. El are acest drept pentru că este o probă adusă la maturitatea existenței unei civilizații închegate. El este una din mărturiile vizibile și tangibile ale civilizației satului de pe pământul nostru. Costumul românesc ne scoate din domeniul artei și ne duce în acela al istoriei. Pentru mine el nu se asociază cu hora satului, cu cimiliturile și cu poveștile populare ; el rimează cu perfecta și armonioasa așezare a comunității libere, care a știut să străbată toate intemperiile istoriei prin neântrecutul său sistem de autoghidare și adaptare.”

## Galerie de imagini

Ii din Muscel
Ii din Argeș
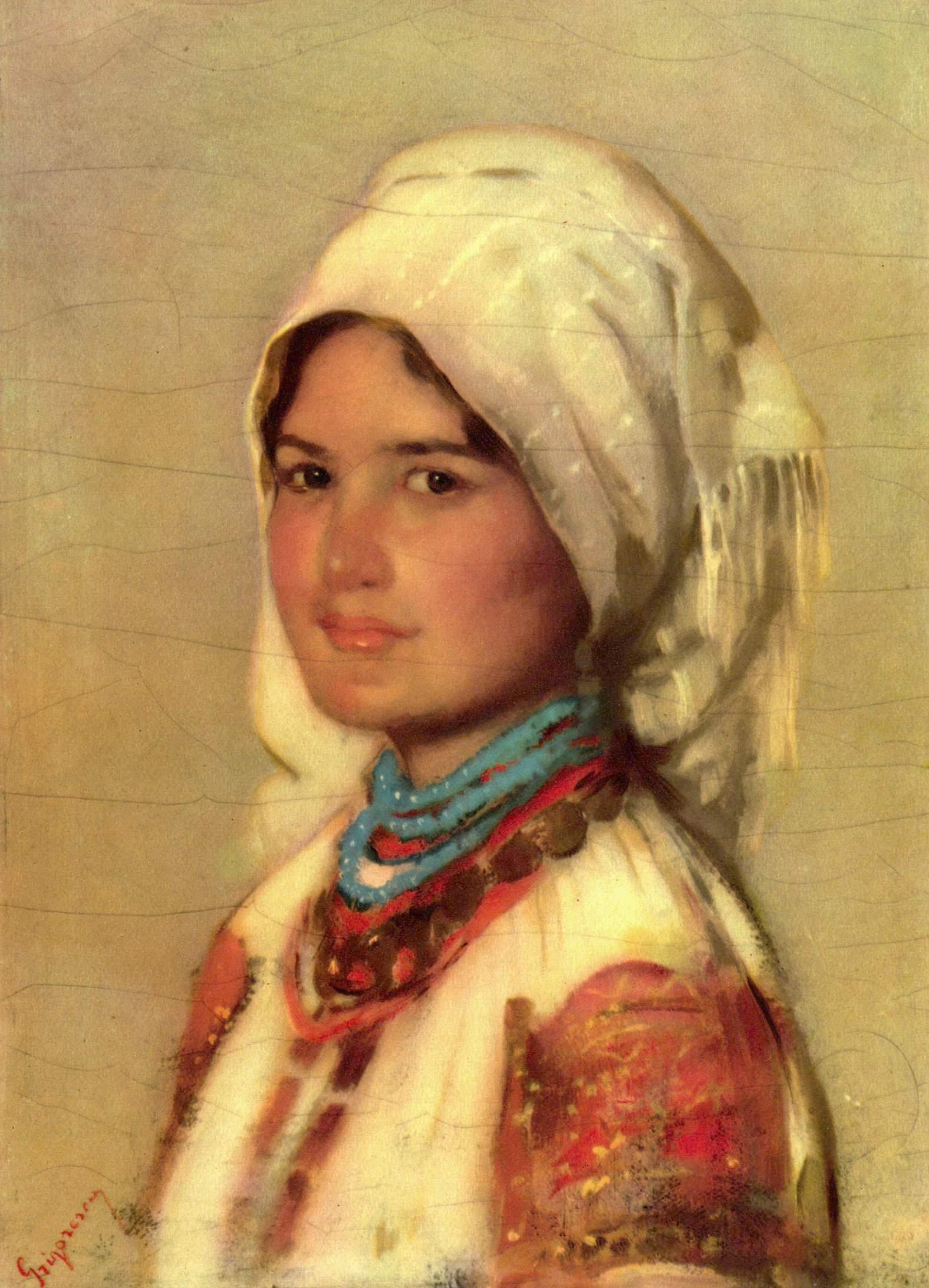
Țăranca din Muscel
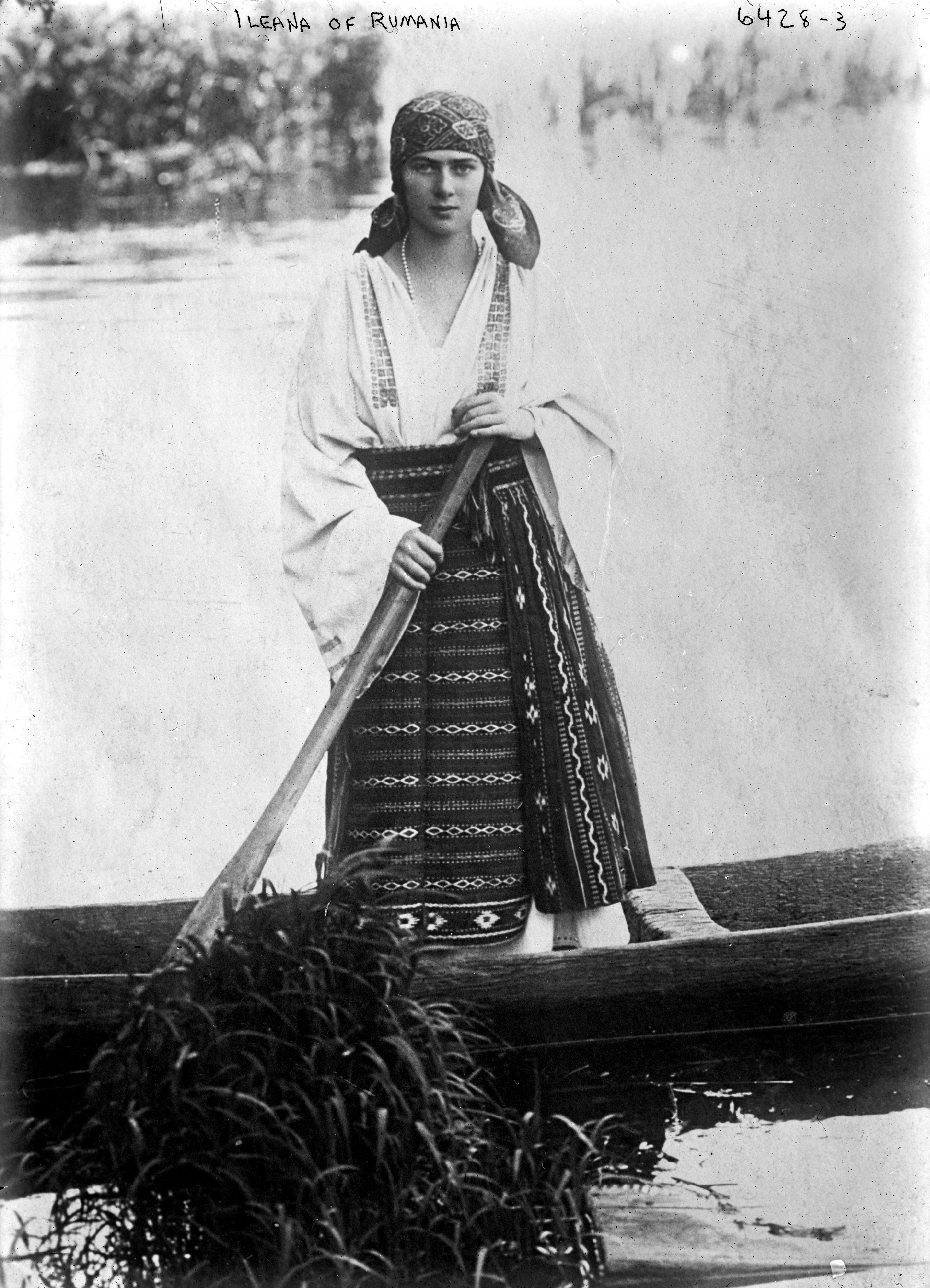
Principesa Ileana în costum popular
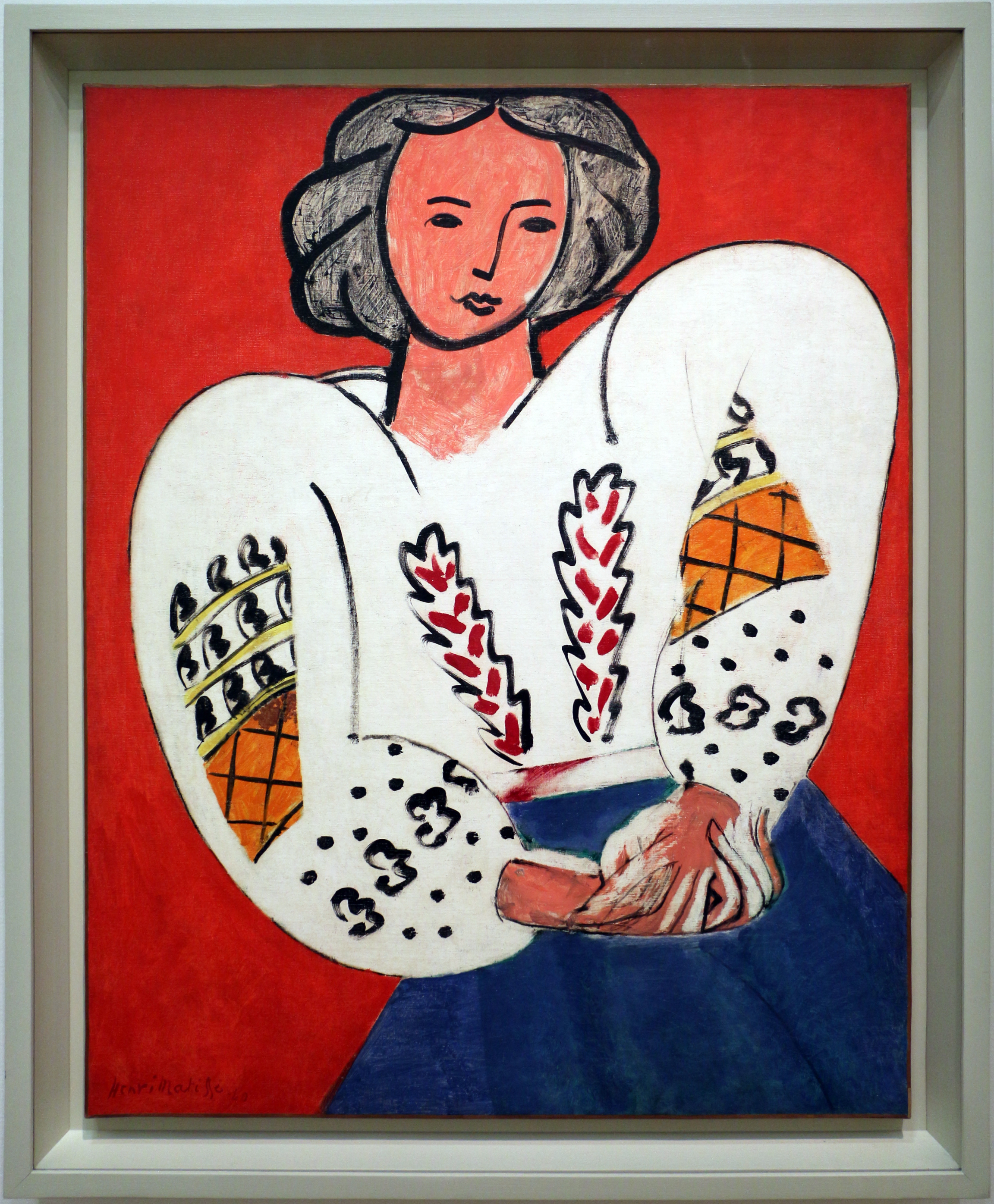
Bluza românească (1940)